# Dimensionハイスクール
『超次元革命アニメ Dimensionハイスクール』（ちょうじげんかくめいアニメ ディメンションハイスクール）は、アスミック・エース・ポリゴンマジックの制作による日本のテレビアニメ作品。2019年1月から3月まで放送された。通称は「Dスク」。
声優および2.5次元の俳優が共演する超次元革命アニメであり、「次元（Dimension）」を超え、アニメの世界へ飛ばされた男子高校生たちの学園ファンタジーである。

## あらすじ
次元高校に通う高校3年生・白山純平は、校庭で何かの石を拾った。同じ次元高校3年生の緑ヶ丘流星、水上ゆりお、黄川田剛らと、物理教師の桃谷総司による補習を受けていたところ、持っていた石が突然動き出して喋り始めた。「スプーディオ22世」と名乗った石のような姿をした生物が破壊の魔神の退治を求めるが、5人はその発言についていけない様子だった。しかし、スプーディオ22世は発光し、5人を強制的にアニメの世界へ送り込んだ。送り込まれた5人は、その世界に現れたスフィンクス・パラメソスによって謎解きを強いられることになる。

## 登場人物

### 主要人物
白山純平（しろやま じゅんぺい）
声/演 - 石井孝英
本作の主人公である次元高校3年生の少年。特技や将来の目標がないまま、学校生活を送っている。謎解きの際にはひらめき力で謎を解くなど、活躍することが多い。
園芸が趣味で、自宅のベランダで色々育てている。ただし、園芸部には所属していない。
第5話では緑ヶ丘のプライドを取り戻すため、単身2.4次元世界へ飛び込もうとするほど、彼の性格が変わったことを喜んでいなかった。無事プライドを取り戻した後、緑ヶ丘に罵られ喜んでいたため、水上たちにドMと認定される。
第8話で初めて魂を喰われてしまい、第9話で水上が謎に正解したことで何とか元に戻れるが、失ったものが分からなかった。第10話でひらめき力を失ったことが発覚した。正確には、散らばった情報をつなぎ合わせる力らしく、諸事情で「園芸部と口裏を合わせておかないと黄川田が自信を無くす」という事態になったが、自力で気づけなかった。一方、「スフィンクスは絶対のルールを順守する」という情報から「絶対のルールを利用すれば封印できる」という結論に持っていく、クイズ対決で正答を知っている自分が教室から出て行かせることで答え合わせを不可能にする、絶対のルールを能動的に順守する必要がないので正常な問題を出さなくてもいいことに気付くなど、情報を別側面から解釈する能力や情報を与えて謎を構築する側としての能力には影響がない様子。
10年後は中学時代に語っていた農家という夢を叶えている。
緑ヶ丘 流星（みどりがおか りゅうせい）
声/演 - 大塚剛央
次元高校3年生の少年。成績がトップである。かつてはテニス部部長だったが、セルフコントロールに失敗して手首をけがしてしまい、辞めたという過去を持つ。「テニスの殿下様」という異名がある。第5話では黄川田に対して中の人ネタ（ミュージカルで財木は手塚国光を演じている）を振っていた。
白山とは幼馴染だが、中学進学の際にテニス部に誘ったものの白山に断られたことにプライドを傷つけられ、それ以来彼を嫌っている。何故か桃谷を慕っており、彼の授業は例え補習でも逃したくないと受ける必要のない補習を受けている。これは彼が金に汚いところを見せても変わっていない（初めて見た時は戸惑っていた）。
第4話で魂を喰われてしまい、プライドを失い、すっかり人が変わってしまい、下品な言動や白山のことを許しているなどの変化を見せた。第5話で無事にプライドを取り戻す。
第8話では喰われてしまった白山を取り戻そうと2問目に挑むが、正解出来ずに魂を喰われてしまい、再びプライドを失ってしまった。この際はテンションこそ高いが下品な言動は減り、気落ちした白山を励ますためにクイズイベントを開催し、先に正解しようとした黄川田や水上に空気を読むように促すなど、プライドとボケを抜けばリーダー向けである様子を見せている。
10年後は次元高校の物理教師となり桃谷の後を継ぐ形となった。なお、物腰も幾分柔らかくなっており、他3人ともかなり親密になっている。
水上 ゆりお（みずかみ ゆりお）
声/演 - 橋本祥平
次元高校3年生の少年。病弱な青年で、学校内においてはアニメ好きとして印象が強い。しかし、読者モデルをやっていたり、SNSの影響でネット上では有名だったりと学校での印象とは違った一面を持っている。バイク事故で黄川田を助けたことから彼と仲がいい。
第2話で魂を喰われてしまい、大切なものであった黄川田が現実世界で存在を失ってしまった。第3話では黄川田を取り戻すため、謎解きの勉強をし、難問と言われる問題を見事解き、黄川田を取り戻すことに成功する。この際、事故の原因は彼が黄川田と友達になるために接点を持とうとして仕組んだ細工のせいだったことを告白している（あくまで動かなくなる程度のつもりで、偶然を装って修理する予定だった）。
第9話冒頭で最後の1人として問題を出され、それが得意なアニメ問題だったため無事正解。全滅を回避し、3人の魂を取り戻した。
10年後はモデルと俳優業をやりながら、クイズ番組などで活躍している。
黄川田 剛（きかわだ つよし）
声/演 - 財木琢磨
次元高校3年生の少年。勉強が苦手。2年前のバイク事故で大怪我をして1年留年したことがある。第2話で水上の魂が食われ、その影響により現実世界でその存在をなかったことにされてしまうが、第3話で水上がスフィンクスを倒したことで元に戻れた。
水上が素行の悪い自分と仲良くしてくれている理由が分からず、内心彼に嫌われているのではと恐れている。後に、事故の真実を知るも、「最も大事なもの」と認識されていたことも知って、安全確認を怠った自分にも火があることや水上がやけどを負ってまで自分を助けようとしたことから、お互いさまとして和解する。
第9話冒頭で魂を喰われてしまい、事故の際に身体に入れていた骨格補強パーツが全て無くなってしまっていた。これは彼なりに自身の強さの支柱となっていて、別の事情で園芸部が自分に対して恐れなかったことから危機感を抱いていた。ちなみに、このことに由来してか当初から「鉄骨」というワードをよく使っていた。パーツが無くても身体に問題はないらしい。
10年後は建設業で現場作業をしながら、一級建築士の資格を取った。
桃谷 総司（ももや そうし）
声/演 - 染谷俊之
次元高校の物理教師。次元高校3年生4人の補習を受け持つ。丁寧な態度で学校内で人気を誇っている。しかし、金に汚いようで水上から助言を求められた際に支払われた金を見て目の色を変えたりしており、第1話で魂を喰われた際に株で貯めた金を奪われた際には普段の姿とは正反対の姿を見せた。この際、普段の丁寧の口調を崩して一人称も「俺」となっている。
一方で、2回目のスフィンクス襲来時の1問目で不正解となってしまった際は、真っ先に自分をペナルティ候補として食べるように進言するなど、教師らしさも見せている。とはいえ、可能であれば参加はしたくない様子。しかし、第7話では亡くなった親友に会える可能性を見出し、砕かれそうになったスプーディオをすり替え、アディヒラスに魂を差し出す代わりに親友の紫郎に会わせてくれと願い、連れ去られた。
第10話で願いを叶えるためにスフィンクスと一体化したことを告げ、最後の刺客として白山たちの前に立ち塞がる。しかし、その真意は別のところにあり、スフィンクスを一網打尽にするために自分の中に全員取り込んだ上で白山に密かに絶対のルールを利用するように促すことで、自分を犠牲に世界を救った。スフィンクスが自滅した後、2次元の教室で消滅しかけていたのをスプーディオに救われ、10年ぶりに3次元へ戻る。その際に色んなものの狭間である空間に迷い込み、そこで親友の大出紫郎と再会し自分たちが作ったマンガが入賞したことを告げた。
次元の使者
声 - 蒼井翔太
本作のストーリーを見守っている。その視点は作中の人物よりも視聴者に近い。
大出 紫郎（おおいで しろう）
演 - 蒼井翔太
第7話の回想に出てきた桃谷の親友。身体が弱かったらしく、長くは生きられないと言われていたらしい。交通事故に巻き込まれ、10年前に亡くなっている。桃谷と2人で漫画家を目指していた。
11話で桃谷が迷い込んだ狭間の空間に当時と変わらない姿で登場。半分は大出紫郎だが、もう半分は3次元より高次元の存在である4次元の存在、オイディプスであることを明かした後に桃谷を3次元へ帰した。
スプーディオ22世
声 - 江口拓也
石のような姿をした生物。5人を2次元の世界に転生させる。
3次元世界に無理して移動した影響で石のような生物になっているが、元の姿はイケメンらしい。梅干しが苦手らしく、梅干しをくっつけられることで強制的に目覚める。ただし、眠った直後ではエネルギーが足りずに起きない。
スフィンクスに勝っても白山達にメリットがなく、そもそもスプーディオが2次元に連れて行かなければスフィンクスがエネルギーを得ることもないため、その行動には違和感がある。
第5話で白山たち5人に粉々にされてしまったかに見えたが、実は桃谷によってただの石とすり替えられ、無事だった。
元々はスフィンクスと戦う人間の一人だったが、最終決戦で敗北。仲間たちが喰われ、自分も喰われた後にスフィンクスに使い魔として利用される形となった。人類を救うオイディプスの逆の行いをしていることから、その名前を逆さにしたのがその名前の由来。オイディプスのお告げも全てスフィンクスによるでっち上げであった。かつては2次元の白山の姿をしており、他の4人の姿もスプーディオの仲間の姿を借りていることが11話で発覚した。
10年後にスフィンクスたちがヒントをもらうために3次元に送り出したことで白山が最後に出した問題に答えなどないことを知る。そして、けじめをつけると言って2次元へと戻っていった。白山達が危惧した通り、それはスフィンクスたちに真相を告げるためであったが、告白する前に「ヒントをもらおうとするなんて情けない」などと煽って冷静さを奪うことで自滅させ、一連の意趣返しに成功する。最終的にはスフィンクスたちに作られた存在であったために2次元の教室とともに消滅するも、消滅する前に残ったエネルギーで桃谷をいずこかへと飛ばした。

### スフィンクス
声はいずれも諏訪部順一が担当。3世代に亘って白山たちにクイズを仕掛けてくる。4体で一つの存在であり、4という数字が大好き。第10話からは桃谷と一体化し、謎解き勝負をすることになる。11話で白山の問題が答えのない謎だということを知り、怒りのあまり絶対のルールを破ろうとしたため自滅した。
スフィンクス・パラメソス
5人に問題を出すスフィンクス。間違えると魂を喰われる。「パラメソス」とは薬指のこと。
並行世界を渡ってクイズを出して不正解者の魂を食らう存在で、別の地球を滅ぼしたことがある。そこで現在の世界に渡ってくるも、途中でエネルギーを使い果たして3次元ではなく2次元へと漂着した。食われた者は復活しても一番大切なものを失う。スフィンクスが3次元の人間から大切なものを奪うことで、2次元の世界は次元の階段を上ることができる。
第1話では桃谷が貯めた金を、第2話では黄川田の存在を奪うが、第3話で敗北し、奪われていたペナルティは返還された。その影響で元気がない状態らしい。
スプーディオの名前やオイディプスのお告げは、すべてパラメソスの発案。4人の勇者というのも、単純に4という数字が好きだから。
スフィンクス・ディクティス
第4話から登場。パラメソスの兄であり、弟とは違い、一人称「俺」で荒々しい性格で迷彩色をしている。弟を負かした人間を倒すために現れた。「ディクティス」とは人差し指のこと。
第4話で緑ヶ丘のプライドを奪うが、第5話で敗北し、ペナルティは返還された。
スフィンクス・グリーンヒル
第6話に登場。パラメソスのテニス仲間。何故か、デートに遅刻したモテ男風に登場した。名前の通り、緑色をしている。白山の夢の中に登場した個体であり、実在しているスフィンクスではない。
スフィンクス・アディヒラス
第7話に登場。パラメソスとディクティスの父親であり、威厳に溢れている。赤い色をしており、白山たちに色からして強いと言われた。白山たちに敗北したが、桃谷の取引に応じ、彼を連れ去った。「アディヒラス」とは親指のこと。
スフィンクス・ダクティラ
第8話から登場。アディヒラスの父親であり、パラメソスやディクティスの祖父。色は黒で老人らしい言動をし、考えると眠ってしまうほどマイペース。1問目、2問目をクリア出来なかったため、白山と緑ヶ丘の魂を喰らった。第9話にも引き続き登場し、冒頭で黄川田の魂を喰らった。
老年であるためか絶対のルールに対する理解度が高いようで、「設定にはプライドを持っている」と言っていた制限時間を目に見えて短く設定するなどグレーゾーンのルールを駆使する。また、白山に騙されていると知った際、怒りに燃えてルールを破ろうとする他のスフィンクスを落ち着かせようとしたりもしている（結局失敗したが）。

### その他
土屋・木村
演 - 浦和希、久保田將聖
園芸部員。何かと白山たちのドタバタに巻き込まれる。

## スタッフ
- 原作 - 明日見優[3]
- 監督・脚本 - アベユーイチ[3]
- 助監督 - 畝田光記
- キャラクターデザイン - Izumi[3]
- 撮影 - 堀田明宏、鈴木耕一
- 3Dディレクター - 小林太郎
- 音響制作 - ダックスプロダクション[3]
- 音楽 - 大石憲一郎[3]
- 音楽制作 - 日本コロムビア[3]
- 音楽プロデューサー - 穴井健太郎
- プロデューサー - 伊藤すみれ、小田元浩、川端基夫
- アニメーションプロデューサー - 渡邉雅志
- 制作 - アスミック・エース、ポリゴンマジック[3]
- 製作 - Dimensionハイスクール製作委員会

## 主題歌
オープニングテーマ「Here we go!」
作詞 - うえのけいこ / 作曲・編曲 - 大石憲一郎 / 歌 - 4 Dimensions［白山純平（石井孝英）、緑ヶ丘流星（大塚剛央）、水上ゆりお（橋本祥平）、黄川田剛（財木琢磨）］
エンディングテーマ「My Home」
作詞・作曲 - 杉坂天汰、ツカダタカシゲ / 編曲 - ツカダタカシゲ / 歌 - SAMURAI TUNES

## 各話リスト
| 話数 | サブタイトル     |
| --- | ---------------- |
| 第1話 | ひらめきの天才   |
| 白山純平たちが補習を受けていたところ、純平が校庭で拾った石が突然動き出して喋り始めた。「スプーディオ22世」と名乗った石のような姿をした生物は発光し、5人を強制的に2次元の世界へ送り込んだ。5人はスフィンクス・パラメソスに謎解きを強いられ、1問目で失敗したため桃谷総司はスフィンクスに食べられてしまう。2問目に正解し、5人は元の世界に戻ることができるが、総司の一番大切なものであるお金は失われてしまう。 |                  |
| 第2話 | 一番大切なもの   |
| 黄川田剛が2年前に起こしたバイク事故の件を水上ゆりおは気に病んでおり、剛はそんなゆりおを心配する。補習の最中に再び異次元に送り込まれた5人は、前回総司から奪ったエネルギーによって世界が2.2次元になったことを知る。再び謎解きを挑まれるも、1問目で失敗し、ゆりおはスフィンクスに食べられてしまう。2問目に正解して元の世界へと戻ると、ゆりおの親友である剛は世界から消えてしまい、他の人の記憶からも失われていることが分かる。 |                  |
| 第3話 | ダチ公           |
| 自分のせいで剛が世界から消えてしまったことを知ったゆりおは、剛を助けるために総司に相談する。そこでスフィンクスに謎解きで勝てば戻ってくるかもしれないとのアドバイスをもらい、謎解きの特訓を行う。そして2.4次元となった世界で、ゆりおたち4人はスフィンクスに勝利し、剛を取り戻すことに成功する。ゆりおはバイク事故の原因が自分にあることを謝り、絶交を覚悟するが、剛は、必死に傷の手当てをしてくれたゆりおを今まで通り友達として接すると発言する。 |                  |
| 第4話 | プライド         |
| 緑ヶ丘流星は園芸部にアロマティカスを用意して欲しいと無茶な頼み事をし、彼らにサイコパスと言われていた。かつて流星と仲が良かった純平は、これをきっかけに打ち解けるチャンスを得られないかと代わりに頼み事を引き受けるが、流星には無視され、渡す機会を作れずにいた。前回スフィンクスを倒したためもう異次元に行くことはないと考えていたが、教室に居なかった総司とゆりお以外の3人は2.2次元の世界に連れていかれ、別のスフィンクスの問題を解くことになる。1問目に失敗して流星が食べられ、2問目に正解して元の世界に戻ってくるが、流星はプライドを失い、性格が大きく変わってしまう。                                                        |                  |
| 第5話 | お前はM          |
| プライドを失った流星は奇行を繰り返していた。純平はそんな様子に耐えかね、特訓をしてひとりでスフィンクスを倒すことを決意する。剛・ゆりおに頼んで流星を教室から連れ出し、スプーディオ22世を無理やり起こし、異次元へと向かおうとするが、総司が教室に入りそれにつられて流星と剛も教室に入ったため、4人で異世界へと移動する。2.4次元となった世界で謎を解き、無事に流星のプライドの奪還に成功する。その後、4人はスプーディオ22世を粉々に砕いて廃棄する。 |                  |
| 第6話 | 補習の補習       |
| 純平と流星を体育館に呼び出した剛は、二人を仲良くさせるためにバスケの試合をしようと言い出す。三人がしばらくバスケをしていると、スプーディオ22世が現れ、異次元の教室へとワープさせる。しかし、なぜか三人は机に拘束されて身動きが取れず、スプーディオ22世は巨大化して天井に張り付いていた。新たなスフィンクスが現れるが、なぜか簡単な問題を出題しているのに純平以外の二人は答えることができない。純平が何問か答えると他の全員は純平を天才と持ち上げ、へりくだって接するようになる。最終的に純平が夢から覚め、全てが夢オチであったことが発覚する。                                                                                    |                  |
| 第7話 | 心の穴           |
| 総司は、10年前にともに漫画家を目指していた親友である紫郎のことを思い出す。以前純平たちがスプーディオ22世を砕いたとき、総司は似たような別の石にすり替えて持っていた。総司は廊下で会った純平に、スフィンクスは一番大事なものを奪う力があるのならば失ったものを取り戻す力もあるかもしれない、と話す。補習の最中に、総司のポケットに入っていたスプーディオが目覚め、欠席していた流星を除く4人は連れ去られてしまう。現れた赤いスフィンクスの問題に総司たちは正解する。総司は消えかけるスフィンクスに、自分のことを食べて良い代わりに紫郎に会わせて欲しいと頼み、スフィンクスはそれを了承する。                                         |                  |
| 第8話 | 黒いスフィンクス |
| 流星は、3人がスフィンクスに食べられようとする総司を止めるべきだったと憤慨し、スプーディオを持って一人で教室を出ていく。純平たち3人はまず他の人の記憶から総司が消えたかを確かめるが、記憶は残ったままだった。一週間後、3人が総司について調べたところ、紫郎が10年前に亡くなった事故の原因が自分にあると思い込んだ総司が謝りたいという目的で行動しているのではないかと考えるが、純平だけは、何か他の目的があるのではないかとの考えをしている。そこで4人は2.4次元に連れ去られ、前回から次元が上がっていないことで総司がまだ食べられていないことを知る。現れた黒いスフィンクスの問題に連続で失敗し、純平と流星は魂を食べられてしまう。 |                  |
| 第9話 | 喪失             |
| 引き続き黒いスフィンクスの問題に挑むが失敗し、剛が魂を食べられてしまうが、4問目でゆりおが正解し何とか元の世界に戻ってくることができる。しかし流星は再びプライドを失い、剛は事故の影響で体内に埋め込まれていた金具を失う。しかし純平が失ったものは分からずにいる。 |                  |
| 第10話 | 絶対のルール     |
| 何を失ったのか分からずに落ち込んでいる純平のため、3人は「励ます会」を開催する。しかし、そこで出題された謎解き問題を全く答えることができず、純平が失ったものが謎を解く力であることが発覚する。そしてそんな中、スプーディオが現れ、4人を2.9次元世界へ連れていってしまう。しかしそこに現れたのはスフィンクスではなく、スフィンクスと一体化した総司だった。総司は、自らの目的のために4次元世界を目指していることを告げる。これが最終決戦であることを知った純平は、今回に限り相互に問題を出し合い、解けなければ教室に居残り続けることを「絶対のルール」に設定する。両サイドはそれぞれ問題を出し合い、正解する。                        |                  |
| 第11話 | スプーディオ     |
| 両者の謎解きバトルは10問目に突入した。4人は問題に正解し、スフィンクスは不正解となったため、絶対のルールに従いスフィンクスと総司は教室に居残り続けることになる。3次元に戻って来た純平は、総司の狙いが紫郎に会うことではなく、絶対のルールを利用し、自らを犠牲にしてスフィンクスを閉じ込めることだと3人に告げる。10年後に再会した4人は、10問目の問題に答えが無いことをスプーディオに聞かれてしまう。それを知ったスフィンクスは怒りで絶対のルールを破ろうとして自滅する。スプーディオは最後の力を使って総司を異次元に送る。そこで出会ったのは紫郎とオイディプスが混ざった人物であった。その後、4人は倒れている総司を発見する。       |                  |
| 第12話 | 10年後の補習     |
| 廃校になる予定の次元高校でしゃべる石を目撃したという情報を得て、審議を確かめるために4人は夜の学校に忍び込む。スプーディオと思われる石を発見するも、それはゆりおの仕掛けたドッキリであることが発覚する。しかし、その後、スプーディオらしき声を白山が聞くが、他の3人には聞こえておらず、幻聴として聞き流され物語は終わる。 |                  |

1～5話が第一部、7～11話までが第二部という形になっており、6話と12話はほぼアドリブで構成されているおまけ的な扱いが強い。そのため、本編の実質的な最終回は11話である。

## 放送局
| 放送期間                | 放送時間                     | 放送局      | 対象地域 | 備考                        |
| ----------------------- | ---------------------------- | ----------- | -------- | --------------------------- |
| 2019年1月10日 - 3月28日 | 木曜 22:00 - 22:30           | TOKYO MX    | 東京都   |                             |
|                         | 木曜 22:30 - 23:00           | J:COMテレビ | 日本全域 | CATV                        |
| 2019年1月14日 - 4月1日  | 月曜 1:00 - 1:30（日曜深夜） | BSフジ      | 日本全域 | BS放送 / 『アニメギルド』枠 |

## BD / DVD
| 巻 | 発売日        | 収録話         | 規格品番     | 規格品番  | 規格品番      | 規格品番  |
| 巻 | 発売日        | 収録話         | BD予約限定版 | BD通常版  | DVD予約限定版 | DVD通常版 |
| -- | ------------- | -------------- | ------------ | --------- | ------------- | --------- |
| 1  | 2019年4月10日 | 第1話 - 第4話  | BSZD-4711    | BSZD-8211 | DSZD-4711     | DSZD-8211 |
| 2  | 2019年5月8日  | 第5話 - 第8話  | BSZD-4712    | BSZD-8212 | DSZD-4712     | DSZD-8212 |
| 3  | 2019年6月12日 | 第9話 - 第12話 | BSZD-4713    | BSZD-8213 | DSZD-4713     | DSZD-8213 |

## ラジオ
『Dimensionハイスクール 放課後自習室』（ディメンションハイスクール ほうかごじしゅうしつ）のタイトルで、2018年10月19日から2019年6月28日までラジオ大阪で金曜 23:30 - 翌0:00に放送された。ラジオクラウドでも配信された。パーソナリティは石井孝英と大塚剛央。
| ラジオ大阪 金曜23:30 - 翌0:00 | ラジオ大阪 金曜23:30 - 翌0:00      | ラジオ大阪 金曜23:30 - 翌0:00 |
| 前番組                        | 番組名                             | 次番組                        |
| ----------------------------- | ---------------------------------- | ----------------------------- |
| OBCミュージック・アベニュー   | Dimensionハイスクール 放課後自習室 | OBCミュージック・アベニュー   |

## 漫画
pixivシルフにて2018年12月13日より2019年8月22日まで連載。作画は仁茂田あい。
- 超次元革命アニメ Dimensionハイスクール　2019年10月21日発売、ISBN 978-4049128291